# 汪明輝
汪明輝（1985年10月24日—），為台灣男子划船運動員，出生於花蓮縣，目前已代表台灣參加過三屆奧運。

## 基本資料
- 身高：185公分
- 體重：88公斤
- 學歷：國立臺灣體育學院運動管理系

## 比賽紀錄
- 2002年台灣宜蘭亞洲青年錦標賽 四人雙槳金牌
- 2003年香港亞青錦標賽 八人單漿金牌 單人雙漿銀牌
- 2003年中國廣州亞洲錦標賽　四人雙槳第四名
- 2004年中國上海亞洲區資格賽 單人雙槳銀牌
- 2005年香港亞洲室內錦標賽 一金一銀
- 2006年杜哈亞運第六名
- 2006年馬來西亞亞洲室內錦標賽三銀
- 2007年中國千島湖亞洲室內錦標賽一金一銀
- 2008年夏季奧林匹克運動會男子單人雙槳第15名
- 2009年宜蘭亞洲划船錦標賽男子單人雙槳銀牌
- 2009年香港東亞運動會男子單人雙槳銀牌
- 2010年廣州亞運男子單人雙槳銀牌
- 2012年夏季奧林匹克運動會男子單人雙槳第26名

## 外部連結
- msn 2008 北京奧運選手介紹 汪明輝[永久]